# Tréduder
Tréduder település Franciaországban, Côtes-d’Armor megyében. Lakosainak száma 201 fő (2022. január 1.). Tréduder Lanvellec, Plestin-les-Grèves, Plouzélambre, Plufur és Saint-Michel-en-Grève községekkel határos.

## Népesség
A település népessége az elmúlt években az alábbi módon változott:
| Lakosok száma | 212  | 156  | 157  | 187  | 198  | 196  | 195  | 195  | 193  | 201  |
|               | 1968 | 1982 | 1990 | 2006 | 2013 | 2015 | 2017 | 2019 | 2020 | 2022 |